# Троицкая суббота
Тро́ицкая суббо́та — день всеобщего поминовения усопших, родительская суббота перед Днём Святой Троицы (Троицыным днём).
В православной традиции день особого поминовения усопших православных христиан. В годовом богослужебном круге Православных церквей — вселенская родительская суббота, когда совершается «вселенское», то есть всеобщее общецерковное поминовение усопших верных. В греческих церквях суббота перед Днём Святой Троицы входит в число пяти «дней всех душ» (греч. Ψυχοσάββατο) — пяти суббот в церковном календаре, выделенных для общего поминовения верных.
День общерусского поминовения усопших. В России и на юго-востоке Белоруссии считался самым большим и почитаемым поминальным днём.

## В Православной церкви
В богослужебном уставе Православной церкви именуется Вселенской родительской субботой. Во время панихиды в этот день Православная церковь вспоминает всех когда-либо умерших христиан.
Поминовение всех усопших благочестивых христиан установлено в субботу перед Пятидесятницей ввиду того, что Сошествие Святого Духа завершило домостроительство спасения человека, а в этом спасении участвуют и усопшие. Поэтому христиане, молясь об оживотворении Духом Святым всех живущих, просят чтобы и для усопших благодать Святого Духа Утешителя, которой они сподобились ещё при жизни, была источником блаженства. День Святой Троицы — это день рождения Вселенской Апостольской церкви, в этом контексте Троицкая суббота представляет собой как бы последний день церкви Ветхозаветной перед раскрытием во всей полноте церкви Христовой. Поэтому канун праздника, субботу, христиане посвящают поминовению усопших, молитве о них — в церкви ли, дома или на кладбище. Василий Великий, составивший молитвы вечерни Пятидесятницы, говорит в них, что «Господь наипаче в этот день благоволит принимать молитвы об умерших и даже находящихся в аду».

## В славянской традиции

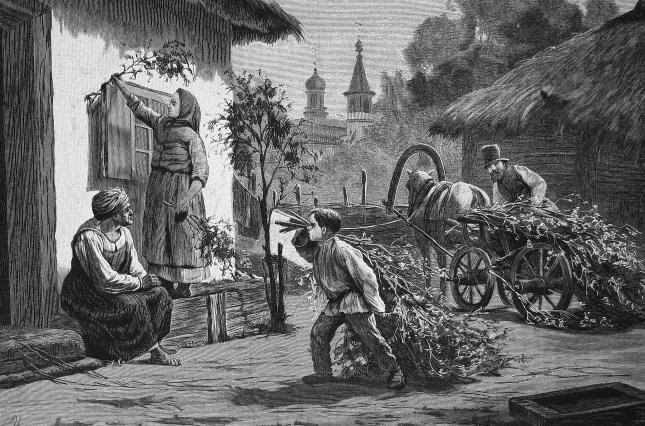
«Накануне Троицы». Гравюра Ю. Шюблера с картины И. Ижакевича. 1888 г.

В славянской традиции это весенне-летний поминальный день.

### Другие названия
рус. Семицкая суббота, Духовская суббота, Клечальная суббота, Задушные поминки, Духов день[страница не указана 3255 дней] (курск.), Родительская суббота, Троицкие родители, Пасха усопших, Маргостье (калуж.); бел. Стаўроўскія, Летнія, Траецкія, Сёмушные дзяды, Зялёная субота, Кляновая субота, укр. Зелена субота, полес. Микольские деды, Клён, Маева́я субота, Духова суббота, Духовная суббота, Маёвая суббота; болг. Русална задушница, болг. Русалска задушница; серб. Мртва субота, Русана субота, Троjичке, Духовске, Отворне задушнице, Пресветска задушница.
Сербское название «отворне задушнице» связано с убеждением, что в этот день «отворяются» (открываются) могилы, и можно говорить с душами усопших предков.

### Традиции
В мифологических представлениях славян, на Семицко-Троицкие праздники предки временно покидали загробный мир и приходили в этот мир; местом их пребывания была свежая зелень — деревья, травы, цветы. Живые должны были встретить и помянуть их должным образом.
В этот день посещали кладбища, поминали своих усопших родственников, украшали зеленью их могилы, устраивали ритуальные трапезы и общались с душами покойных.
В Белоруссии освящали травы, обкуривали хаты и домашнюю скотину, чтобы не боялась грозы. На Украине существовал следующий обычай. Срубленную осинку вносили в Клечальную субботу на ночь в дом, а утром смотрели: если листья оставались зелёными, даже если завяли за ночь, — все в семье доживут до следующей Клечальной субботы. Если же листья почернеют, то будет в доме покойник.
В Карпатах с «клечаною суботою» связан обычай «просить прощения» у старших и самых младших членов семьи.
В западных областях Словении в субботу старались вернуться домой с поля пораньше: считалось, что в это время Святой Дух уже снизошёл на землю и «разливается по полю»; если он застанет кого-нибудь за работой, то «свернёт с пути» и не благословит посевы. В субботу же хозяева обходили поля и кропили посевы святой водой, «чтобы Святой Дух защитил их от града» (хорв. da bi jih sv. Duh rešil toče).

### Поверья

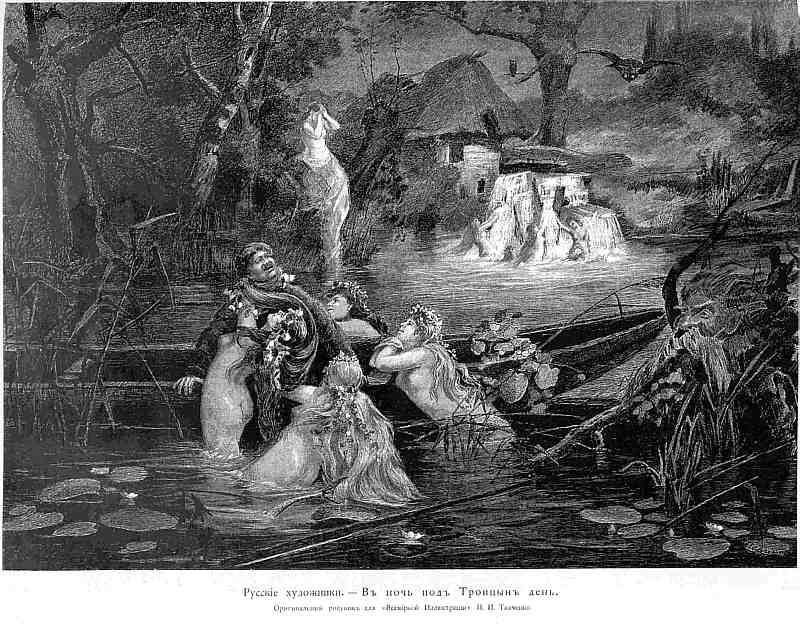
Н. Ткаченко. В ночь под Троицын день, «Всемирная иллюстрация», 1896

Существовало поверье что всю Троицкую субботу русалки выходят из реки, леса и раскачиваются на ветвях берёз, прячутся и катаются в цветущей ржи. А в полночь встревоженный водяной поднимал воду из реки так высоко, будто бы гора вырастала из воды, но, услышав народные песни, успокаивался, и вода опять входила в берега. Для защиты от него всю ночь вдоль берегов молодёжь жгла костры. Всю троицкую ночь с берёзками в руках молодые парни и девушки резво и весело, с громким смехом, с радостными кликами бегали по полям, «гоняя русалок».
В Белоруссии (Бобруйский уезд) верили, что «около Троицына дня русалки выходят из рек на сушу, где остаются в течение всего лета». По малорусскому представлению, в Троицкую субботу просыпаются мертвецы и русалки, которые весь год «держатся в заключении» — «выпускаются». С этого дня девушки не выходили в поле одиночкою и не купаются всю неделю, «щоб мавки не залоскотали».

### Поговорки и приметы
- В семицкий четверг или в троицкую субботу сей ячмень[32].
- На седьмую субботу по Пасхе (клечальную) сеют коноплю (южн.)[33].
- С этого дня «три дня не метуть, на четве́ртый — метуть» (полесье)[34].